# Désinhibition
 (avril 2023).
Sa qualité peut être largement améliorée en utilisant un vocabulaire plus directement compréhensible.
La désinhibition est l'organisation de cellules excitatrices et inhibitrices en un circuit qui produit en sortie une excitation par inhibition transitoire de neurones à activité inhibitrice tonique.

## La désinhibition en psychologie
La désinhibition est définie comme une diminution ou une disparition de l'inhibition quelle que soit l'acception de ce terme, notamment émotionnelle, fantasmatique, motrice, volitionnelle et/ou de la censure, surtout sexuelle.
Spontanée, elle est relevée principalement dans les états maniaques, certaines schizophrénies de type hébéphrénique, des démences, des arriérations mentales, des troubles de la personnalité et quelques formes d'épilepsie.
Thérapeutique, dépendant souvent du tableau clinique mais aussi de la posologie, elle peut être due aux anxiolytiques (avec même excitation benzodiazépinique possible), à des antidépresseurs, à des antipsychotiques, surtout ceux dits "atypiques" à faibles doses, et a fortiori aux psychodysleptiques. Certaines psychothérapies, voire la narcoanalyse, peuvent avoir une action désinhibitrice.